# Mścisław (Wołonsiewicz)
Mścisław, imię świeckie Dmitrij Iwanowicz Wołonsiewicz (ur. 12 listopada 1906 w Wilnie, zm. 2 kwietnia 1978 w Kirowie) – rosyjski biskup prawosławny.

## Życiorys
W 1934 złożył wieczyste śluby mnisze w Ławrze Poczajowskiej, przyjmując imię Mścisław. W tym samym roku został wyświęcony na hierodiakona, rok później na hieromnicha. Absolwent Studium Teologii Prawosławnej Uniwersytetu Warszawskiego (1936). W 1937 obronił pracę magisterską w dziedzinie teologii prawosławnej i został wyznaczony proboszczem parafii przy cerkwi św. Jerzego we Lwowie. W roku następnym otrzymał godność ihumena. Jest mylnie wymieniany jako przełożony monasteru św. Onufrego w Jabłecznej, w rzeczywistości w 1938 żył w Ławrze Poczajowskiej.
Po otrzymaniu godności archimandryty przez pewien czas służył na Łemkowszczyźnie, ponownie w Jabłecznej, po czym został przeniesiony do pracy przy siedzibie metropolitów warszawskich i całej Polski w Warszawie. Obsługiwał ponadto parafię prawosławną w Żyrardowie. W 1944 został wywieziony na roboty przymusowe do Rzeszy. Po uwolnieniu w 1946 przystąpił do Rosyjskiego Kościoła Prawosławnego poza granicami Rosji, jednak w 1953 wystąpił z niego i poprzez akt pokuty został przyjęty w skład duchowieństwa Rosyjskiego Kościoła Prawosławnego. Od grudnia 1953 do czerwca 1955 był proboszczem parafii przy cerkwi św. Aleksego w Lipsku. W 1955 przybył do Kijowa i zamieszkał w Ławrze Pieczerskiej.
4 marca 1956 został wyświęcony na biskupa wielkołuckiego i toropieckiego przez patriarchę moskiewskiego i całej Rusi Aleksego I, metropolitę nowosybirskiego Nestora oraz biskupa sergiopolskiego Bazylego. Po roku został przeniesiony na katedrę swierdłowską i irbicką, zaś w 1958 – omską i tiumeńską. Od 1959 do 1965 zarządzał eparchią wołogodzką, od lutego 1965 jako arcybiskup. W maju 1965 powierzono mu kierownictwo eparchii gorkowskiej i arzamaskiej, jednak już w 1966 z powodu choroby Święty Synod Rosyjskiego Kościoła Prawosławnego przeniósł go w stan spoczynku. W 1967 wyznaczony na biskupa kirowskiego i słobodzkiego.
25 marca 1978, po powrocie z Moskwy, dokąd udał się w sprawach służbowych, hierarcha nieoczekiwanie zachorował i został przeniesiony w stan spoczynku. Już 2 kwietnia tego samego roku arcybiskup Mścisław zmarł i został pochowany w soborze katedralnym w Kirowie.